# هانا دزرکل
هانا دزرکل (انگلیسی: Hanna Dzerkal؛ زادهٔ ۱۸ august ۱۹۸۷ (۳۷ سال)) ورزشکار ورزش شنا اهل اوکراین است.
وی در مسابقات کشوری و بین‌المللی در مجموع برندهٔ ۱ مدال برنز شده‌است.